# Impatiens balsamina
Espèce
Classification phylogénétique
Impatiens balsamina (la Balsamine des jardins, garden balsam en anglais) est une espèce de plantes à fleurs de la famille des Balsaminacées originaire d'Inde et de Birmanie et importée en Europe au XVIe siècle. C'est une plante annuelle qui se cultive dans les jardins. Elle ne doit pas être confondue avec Impatiens walleriana, parfois appelée  elle aussi Balsamine des jardins. La floraison a lieu à l'été et à l'automne. La couleur de la fleur va du blanc au rose, rouge et violet.

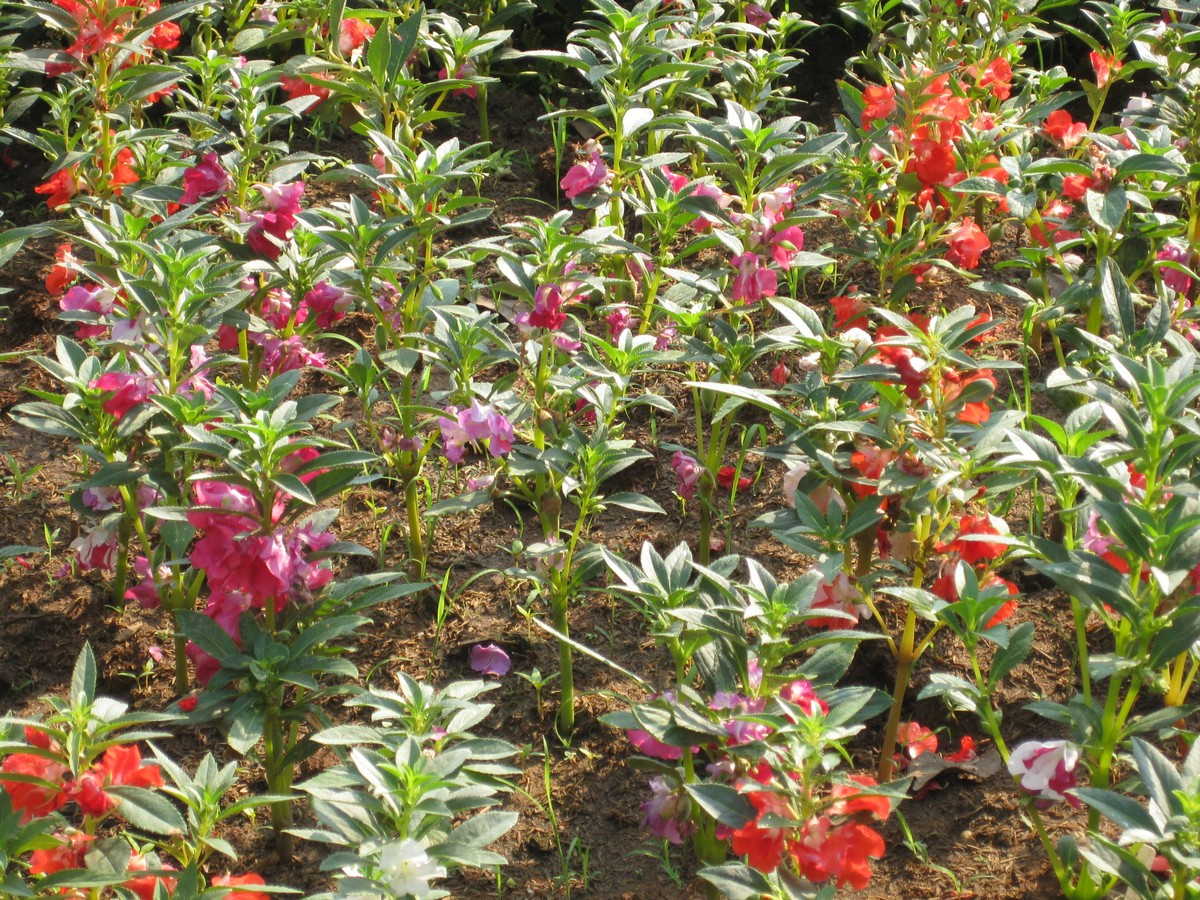
Balsamines des jardins, Jardin botanique de la reine Sirikit, Thaïlande

Elle a été utilisée en baume (d'où le nom de balsamine) comme médecine indigène en Asie pour le traitement des rhumatismes, des fractures, et de certaines inflammations. Des études pharmacologiques modernes ont démontré les propriétés antifongiques, antibactériennes et antitumorales de cette plante.